# Crotamiton
Crotamiton ist ein Arzneistoff zur Behandlung von Krätze. Es wurde 1949 als Antipruriginosum patentiert und wirkt sowohl gegen die auslösenden Grabmilben als auch den Juckreiz.

## Isomerie
Crotamiton ist ein Gemisch aus (E)-Isomer [Synonym: trans-Isomer] und (Z)-Isomer [Synonym: cis-Isomer]. Der Gehalt an (Z)-Isomer darf höchstens 15 % betragen.

## Gewinnung und Darstellung
Crotamiton wird durch Reaktion von Crotonsäurechlorid mit N-Ethyl-2-methylanilin dargestellt.

## Anwendung in der Medizin/Tiermedizin und Handelsnamen
In Deutschland sind keine Tierarzneimittel auf der Basis von Crotamiton zugelassen. In Österreich wird der Wirkstoff zur Behandlung der Sarcoptes-Räude bei Hunden unter dem Handelsnamen Veteusan vertrieben. Die Anwendung von Crotamiton bei Lebensmittel-liefernden Tieren ist in der EU nicht erlaubt, da der Wirkstoff nicht in der VO (EU) Nr. 37/2010 aufgeführt ist. In der Humanmedizin wird es mit 10 % Wirkstoffgehalt unter dem Handelsnamen Eurax vertrieben.